# Richard Morse
Richard Auguste Morse (* 1957 in Puerto Rico) ist ein haitianisch-amerikanischer Musiker und Hotelier in Port-au-Prince, Haiti. Er ist Gründer der Mizik-Rasin-Gruppe Ram und Pächter des Hotels Oloffson. Am 8. November 2024 gab er bekannt, dass die Gruppe Ram sich auflöst.

## Leben
Richard Morse wurde 1957 in Puerto Rico geboren. Sein Vater, Richard M. Morse, war ein amerikanischer Soziologe und Schriftsteller und seine Mutter, Emerante de Pradines (1918–2018), war eine bekannte haitianische Sängerin, ebenso wie sein Großvater mütterlicherseits, Auguste de Pradines. Morse wuchs in Woodbridge, Connecticut in den Vereinigten Staaten auf. Er machte 1979 seinen Abschluss in Anthropologie an der Princeton University.
Während seines Studiums in Princeton sang Morse in der Band „The Groceries“, die New-Wave- und Punk-Rock-Musik mit karibischen Stilelementen spielte.
Morse ist mit Lunise Morse verheiratet, die Leadsängerin seiner Band Ram ist. Das Ehepaar hat zwei Kinder.

## Musiker und Hotelier in Port-au-Prince
Im Jahr 1985 hatte Morse mit seinen Bandkollegen von „The Groceries“ Differenzen über die musikalische Ausrichtung der Band. Sein französischer Plattenproduzent regte einen Neuanfang in Port-au-Prince an, wo die haitianische und karibische Musik gute Entwicklungsmöglichkeiten boten. 1987 unterzeichnete Morse einen 15-jährigen Pachtvertrag für das Hotel Oloffson, das zu der Zeit fast verfallen war. Während er den Hotelbetrieb wieder aufbaute, stellte Morse eine lokale Folkloretanzgruppe ein und baute sie langsam zu einer Band um. Morse verliebte sich in eine der Tänzerinnen, Lunise, die seine Frau wurde.
Die Gruppe Ram wurde im Jahr 1990 formell gegründet. Morse wurde der Songschreiber und männliche Leadsänger, Lunise wurde die weibliche Leadsängerin, und der Name der Band, RAM, kommt von den Initialen „Richard Auguste Morse“. Ram war eine Rasin-Band. Der Mizik-Rasin, eine der wichtigsten musikalischen Bewegungen, die Haiti in den Jahren nach dem Exil des Diktators Jean-Claude Duvalier erfasste, verbindet Elemente traditioneller Voodoo-Zeremonien und folkloristischer Musik mit Rock and Roll. Die alten Trommelrhythmen ehemaliger afrikanischer Sklaven in Verbindung mit dem Beat des amerikanischen Rock ’n’ Roll waren eine perfekte Kombination für den musikalischen Hintergrund von Morse. Das Hotel Oloffson war auch ein idealer Ort für Proben und Auftritte. Wenn Ram nicht auf Tournee im in- und Ausland waren, traten sie jeden Donnerstagabend in dem Hotel auf. Am 9. November 2024 gab Morse die Auflösung der Gruppe bekannt.

## Politisches Engagement
Jean-Bertrand Aristide, der erste gewählte Präsident von Haiti nach der Diktatur Jean-Claude Duvaliers, wurde im Jahr 1991 durch einen Staatsstreich gestürzt. Ram und andere Rasin-Bands identifizierten sich stark mit Aristide und seiner Partei Lavalas. Als andere Künstler wie Boukman Eksperyans und Manno Charlemagne das Land verließen und in das Exil gingen, zogen es Morse und seine Band vor, in Port-au-Prince zu bleiben. Die von Morse geschriebene und von Ram gespielte Musik enthielt politische Botschaften, die die von Raoul Cédras geführte Militärjunta kritisierten. Richard, Lunise und andere Mitglieder der Band wurden bedroht oder schikaniert. Im Jahr 1992 passte Morse ein traditionelles Voodoo-Volkslied, „Fèy“ (deutsch: „Blatt“), an den Rasin-Rhythmus und dessen Instrumentierung an. Obwohl es keinen offensichtlichen Bezug auf die politische Situation hatte, wurde es im Radio häufig gespielt und sofort im ganzen Land als inoffizielle Hymne zur Unterstützung von Aristide aufgenommen. Im Sommer 1992 wurde das Spielen oder Singen des Liedes von den Militärbehörden verboten. Morse wurde vom Regime mit dem Tod bedroht.
Nachdem im September des Jahres 1994 die Vereinigten Staaten militärisch eingegriffen hatten, um das Cédras-Regime zu stürzen, konnte Morse mit seiner Band seine Musik auf eigenen Alben veröffentlichen. Morse war inzwischen wie viele Haitianer von Aristide und seiner Partei Fanmi Lavalas desillusioniert. Er kritisierte mit seiner Musik nun auch Aristide. Bei den Präsidentschaftswahlen in Haiti im Jahr 2010 unterstützte Morse den politisch rechts stehenden Michel Martelly, von dem er sich jedoch im Laufe dessen Amtszeit auch wieder abwandte.

## Voodoo
Seit seiner Ankunft in Haiti im Jahr 1985 ist Morse in der Voodoo-Gemeinschaft aktiv. Durch seine Musik wurde Morse so sehr in den Voodoo-Kult eingebunden, dass er im Jahr 2002 zum Houngan, einem Voodoo-Priester, geweiht wurde. Über die Ram-Konzerte sagt Morse: „Ja, es kann passieren, dass unsere Tänzer in Trance fallen. Einige werden von den Loas im Rhythmus der Trommeln besessen, aber es ist ein natürlicher Zustand, wenn es passiert. Man kann es nicht vortäuschen“.